# 18-й меридіан східної довготи
18-й меридіан східної довготи — лінія довготи, що лежить на 18 градусів східніше Гринвіцького меридіана. Вона проходить від Північного полюса через Північний Льодовитий океан, Європу, Африку, Атлантичний океан, Південний океан та Антарктиду до Південного полюса.
18-й меридіан східної довготи формує велике коло разом із 162-гим меридіаном західної довготи.

## Список географічних об'єктів, що перетинає 18° сх. д.
Починаючи на Північному полюсі та рухаючись до Південного полюса, 18-й меридіан східної довготи проходить через:
| Координати                                                 | Країна, територія або море       | Примітки                                                                 |
| ---------------------------------------------------------- | -------------------------------- | ------------------------------------------------------------------------ |
| 90°0′ пн. ш. 18°0′ сх. д. / 90.000° пн. ш. 18.000° сх. д.  | Північний Льодовитий океан       |                                                                          |
| 80°11′ пн. ш. 18°0′ сх. д. / 80.183° пн. ш. 18.000° сх. д. | Норвегія                         | Шпіцберген — проходить через острови Північно-Східна Земля та Шпіцберген |
| 77°30′ пн. ш. 18°0′ сх. д. / 77.500° пн. ш. 18.000° сх. д. | Атлантичний океан                | Норвезьке море                                                           |
| 69°31′ пн. ш. 18°0′ сх. д. / 69.517° пн. ш. 18.000° сх. д. | Норвегія                         | Проходить через острів Сенья та материк                                  |
| 68°4′ пн. ш. 18°0′ сх. д. / 68.067° пн. ш. 18.000° сх. д.  | Швеція                           |                                                                          |
| 62°34′ пн. ш. 18°0′ сх. д. / 62.567° пн. ш. 18.000° сх. д. | Балтійське море                  | Ботнічна затока                                                          |
| 60°36′ пн. ш. 18°0′ сх. д. / 60.600° пн. ш. 18.000° сх. д. | Швеція                           | Проходить через Френдз-Арену в Стокгольмі                                |
| 58°56′ пн. ш. 18°0′ сх. д. / 58.933° пн. ш. 18.000° сх. д. | Балтійське море                  | Проходить між островами Стура Карлсе та Готланд, Швеція                  |
| 54°50′ пн. ш. 18°0′ сх. д. / 54.833° пн. ш. 18.000° сх. д. | Польща                           | Проходить через центр Бидгоща                                            |
| 50°1′ пн. ш. 18°0′ сх. д. / 50.017° пн. ш. 18.000° сх. д.  | Чехія                            |                                                                          |
| 49°2′ пн. ш. 18°0′ сх. д. / 49.033° пн. ш. 18.000° сх. д.  | Словаччина                       |                                                                          |
| 47°44′ пн. ш. 18°0′ сх. д. / 47.733° пн. ш. 18.000° сх. д. | Угорщина                         |                                                                          |
| 45°48′ пн. ш. 18°0′ сх. д. / 45.800° пн. ш. 18.000° сх. д. | Хорватія                         | Проходить західніше Славонського Броду                                   |
| 45°8′ пн. ш. 18°0′ сх. д. / 45.133° пн. ш. 18.000° сх. д.  | Боснія і Герцеговина             | Проходить східніше Мостара                                               |
| 42°45′ пн. ш. 18°0′ сх. д. / 42.750° пн. ш. 18.000° сх. д. | Хорватія                         | Проходить через острів Колочеп та західніше Дубровника                   |
| 42°40′ пн. ш. 18°0′ сх. д. / 42.667° пн. ш. 18.000° сх. д. | Адріатичне море                  |                                                                          |
| 40°38′ пн. ш. 18°0′ сх. д. / 40.633° пн. ш. 18.000° сх. д. | Італія                           | Проходить через Галліполі                                                |
| 39°59′ пн. ш. 18°0′ сх. д. / 39.983° пн. ш. 18.000° сх. д. | Середземне море                  |                                                                          |
| 30°50′ пн. ш. 18°0′ сх. д. / 30.833° пн. ш. 18.000° сх. д. | Лівія                            |                                                                          |
| 22°31′ пн. ш. 18°0′ сх. д. / 22.517° пн. ш. 18.000° сх. д. | Чад                              |                                                                          |
| 7°59′ пн. ш. 18°0′ сх. д. / 7.983° пн. ш. 18.000° сх. д.   | Центральноафриканська Республіка |                                                                          |
| 3°34′ пн. ш. 18°0′ сх. д. / 3.567° пн. ш. 18.000° сх. д.   | Республіка Конго                 |                                                                          |
| 1°23′ пн. ш. 18°0′ сх. д. / 1.383° пн. ш. 18.000° сх. д.   | ДР Конго                         |                                                                          |
| 8°6′ пд. ш. 18°0′ сх. д. / 8.100° пд. ш. 18.000° сх. д.    | Ангола                           |                                                                          |
| 17°23′ пд. ш. 18°0′ сх. д. / 17.383° пд. ш. 18.000° сх. д. | Намібія                          |                                                                          |
| 28°49′ пд. ш. 18°0′ сх. д. / 28.817° пд. ш. 18.000° сх. д. | ПАР                              | Північнокапська провінція Західнокапська провінція                       |
| 31°28′ пд. ш. 18°0′ сх. д. / 31.467° пд. ш. 18.000° сх. д. | Атлантичний океан                |                                                                          |
| 32°44′ пд. ш. 18°0′ сх. д. / 32.733° пд. ш. 18.000° сх. д. | ПАР                              | Західнокапська провінція                                                 |
| 33°8′ пд. ш. 18°0′ сх. д. / 33.133° пд. ш. 18.000° сх. д.  | Атлантичний океан                | Проходить західніше острова Дассен[en], ПАР                              |
| 60°0′ пд. ш. 18°0′ сх. д. / 60.000° пд. ш. 18.000° сх. д.  | Південний океан                  |                                                                          |
| 69°43′ пд. ш. 18°0′ сх. д. / 69.717° пд. ш. 18.000° сх. д. | Антарктида                       | Проходить через Землю Королеви Мод (претендує Норвегія)                  |